# Szabad felhasználás
A szabad felhasználás elsősorban szerzői jogi fogalom, amely lehetővé teszi szerzői jog által védett művek (beleértve kép, hang, szöveg) díjmentes felhasználását, így többek között idézését, meghatározott törvényi feltételek között.
A hatályos magyar szerzői jogi törvény a szabad felhasználásról a következő rendelkezéseket tartalmazza:
Általános szabályok
33. § (1) A szabad felhasználás körében a felhasználás díjtalan, és ahhoz a szerző engedélye nem szükséges. Csak a nyilvánosságra hozott művek használhatók fel szabadon e törvény rendelkezéseinek megfelelően.
(2) A felhasználás a szabad felhasználásra vonatkozó rendelkezések alapján is csak annyiban megengedett, illetve díjtalan, amennyiben nem sérelmes a mű rendes felhasználására és indokolatlanul nem károsítja a szerző jogos érdekeit, továbbá amennyiben megfelel a tisztesség követelményeinek és nem irányul a szabad felhasználás rendeltetésével össze nem férő célra.
(3) A szabad felhasználásra vonatkozó rendelkezéseket nem lehet kiterjesztően értelmezni.
(4) E fejezet rendelkezéseinek alkalmazása szempontjából az iskolai oktatás célját szolgálja a felhasználás, ha az az óvodai nevelésben, az általános iskolai, középiskolai, szakmunkásképző iskolai, szakiskolai oktatásban, az alapfokú művészetoktatásban vagy a felsőoktatásról szóló törvény hatálya alá tartozó felsőfokú oktatásban a tantervnek, illetve a képzési követelményeknek megfelelően valósul meg.
A szabad felhasználás esetei
34. § (1) A mű részletét – az átvevő mű jellege és célja által indokolt terjedelemben és az eredetihez híven – a forrás, valamint az ott megjelölt szerző megnevezésével bárki idézheti.
(2) Nyilvánosságra hozott irodalmi vagy zenei mű részlete, vagy kisebb terjedelmű ilyen önálló mű iskolai oktatási célra, valamint tudományos ismeretterjesztés céljára a forrás és az ott megjelölt szerző megnevezésével átvehető. Átvételnek minősül a mű olyan mértékű felhasználása más műben, amely az idézést meghaladja.
(3) A (2) bekezdésben említett átvevő mű többszörözéséhez és terjesztéséhez nem szükséges a szerző engedélye, ha az ilyen átvevő művet az irányadó jogszabályoknak megfelelően tankönyvvé vagy segédkönyvvé nyilvánítják, és a címoldalon az iskolai célt feltüntetik.
35. § (1) Természetes személy magáncélra a műről másolatot készíthet, ha az jövedelemszerzés vagy jövedelemfokozás célját közvetve sem szolgálja. E rendelkezés nem vonatkozik az építészeti műre, a műszaki létesítményre, a szoftverre és a számítástechnikai eszközzel működtetett adatbázisra, valamint a mű nyilvános előadásának kép- vagy hanghordozóra való rögzítésére. Kotta reprográfiával [21. § (1) bek.] magáncélra és a (4) bekezdés b)-d) pontjában szabályozott esetekben sem többszörözhető.
(2) Teljes könyv, továbbá a folyóirat vagy a napilap egésze magáncélra is csak kézírással vagy írógéppel másolható.
(3) Nem minősül szabad felhasználásnak – függetlenül attól, hogy magáncélra történik-e –, ha a műről más személlyel készíttetnek másolatot számítógépen, illetve elektronikus adathordozóra.
(4) Nyilvános szolgáltatásokat nyújtó könyvtár, iskolai oktatás célját szolgáló [33. § (4) bek.] intézmény, muzeális intézmény, levéltár, valamint kép- és hangarchívum – vállalkozási tevékenységen kívüli – belső intézményi célra a célnak megfelelő módon és mértékben készíthet a műről másolatot, ha az jövedelemszerzés vagy jövedelemfokozás célját közvetve sem szolgálja, és
a) tudományos kutatáshoz szükséges,
b) saját példányról archiválásként tudományos célra vagy a nyilvános könyvtári ellátás céljára készül,
c) megjelent mű kisebb részéről, illetve újság- vagy folyóirat cikkről készül, vagy
d) külön törvény azt kivételes esetben, meghatározott feltételekkel megengedi.
(5) Könyvként kiadott mű egyes részei, valamint újság- és folyóiratcikkek az iskolai oktatás céljára egy-egy iskolai osztály létszámának megfelelő, illetve a köz- és felsőoktatási vizsgákhoz szükséges példányszámban többszörözhetők.
(6) Szabad felhasználás a mű járulékos vagy közbenső – a felhasználásra irányuló műszaki folyamat elválaszthatatlan és lényeges részét képező, önálló gazdasági jelentőség nélküli – időleges többszörözése, ha kizárólag az a célja, hogy lehetővé tegye
a) az átvitelt harmadik személyek között hálózaton, köztes szolgáltató által, vagy
b) a műnek a szerző által engedélyezett, illetve e törvény rendelkezései alapján megengedett felhasználását.
(7) Szabad felhasználás a saját műsorának sugárzásához jogszerűen felhasználható műről a rádió- vagy televízió-szervezet által saját eszközeivel készített ideiglenes rögzítés. Ha a sugárzás engedélyezésére kötött szerződés másként nem rendelkezik, e rögzítést a rögzítés elkészítésének időpontjától számított három hónapon belül meg kell semmisíteni, illetve törölni kell. E rögzítések közül azonban azok a – külön törvényben meghatározott – rögzítések, amelyeknek rendkívüli dokumentációs értéke van, közgyűjteménynek minősülő kép-, illetve hangarchívumban korlátlan ideig megőrizhetők.
(8) Az (1), a (4) és az (5), valamint a (7) bekezdésben szabályozott szabad felhasználási esetek nem érintik a 20-22. §-okban foglaltak alkalmazását.
36. § (1) Nyilvánosan tartott előadások és más hasonló művek részletei, valamint politikai beszédek tájékoztatás céljára – a cél által indokolt terjedelemben – szabadon felhasználhatók. Ilyen felhasználás esetén a forrást – a szerző nevével együtt – fel kell tüntetni, hacsak ez lehetetlennek nem bizonyul. Az említett művek gyűjteményes kiadásához a szerző engedélye szükséges.
(2) Napi eseményekhez kapcsolódó, időszerű gazdasági vagy politikai témákról megjelentetett cikkek vagy e témákról sugárzott művek a sajtóban szabadon többszörözhetők, nyilvánossághoz közvetíthetők – ideértve a nyilvánosság számára történő hozzáférhetővé tételt [26. § (8) bek.] is –, feltéve, hogy a szerző nem tett az ilyen felhasználást megtiltó nyilatkozatot. Ilyen felhasználás esetén a forrást – a szerző nevével együtt – fel kell tüntetni.
(3) A televíziós műsorszolgáltatásban bármely képzőművészeti, fotóművészeti, építészeti, iparművészeti vagy ipari tervezőművészeti alkotás díszletként szabadon felhasználható. Ilyen felhasználás esetén a szerző nevének feltüntetése sem kötelező.
(4) A díszlet és jelmez céljára készült műveknek a televíziós műsorszolgáltatásban való felhasználásához a szerző engedélye és nevének feltüntetése szükséges.
37. § Egyes művek az időszerű, napi eseményekről való tájékoztatás céljára – a cél által indokolt terjedelemben – szabadon felhasználhatók. Ilyen felhasználás esetén a forrást – a szerző nevével együtt – fel kell tüntetni, hacsak ez lehetetlennek nem bizonyul.
38. § (1) Ha az előadás jövedelemszerzés vagy jövedelemfokozás célját közvetve sem szolgálja, és a közreműködők sem részesülnek díjazásban, a művek előadhatók a következő esetekben:
a) színpadi mű esetében műkedvelő művészeti csoportok előadásán, kiadott szöveg vagy jogosan használt kézirat alapján, feltéve, hogy ez nem ütközik nemzetközi szerződésbe,
b) iskolai oktatás céljára és iskolai ünnepélyeken,
c) szociális és időskori gondozás keretében,
d) nemzeti ünnepeken tartott ünnepségeken,
e) egyházak vallási szertartásain és egyházi ünnepségein,
f) magánhasználatra, valamint alkalomszerűen tartott zártkörű összejövetelen.
(2) Jövedelemfokozás célját szolgálja a felhasználás, ha alkalmas arra, hogy a felhasználó (például üzlet, szórakozóhely) vevőkörét vagy látogatottságát növelje, vagy pedig, ha az üzlethelyiséget látogató vendégek vagy más fogyasztók szórakoztatását szolgálja. Jövedelemszerzésnek minősül különösen a belépődíj szedése, akkor is, ha egyéb elnevezés alatt történik. Díjazásnak minősül a fellépéssel kapcsolatban ténylegesen felmerült és indokolt költségeket meghaladó térítés is.
(3) Nem minősül iskolai oktatási célú előadásnak az iskolai táncmulatság.
(4) Zártkörű a gazdálkodó szervezetek, továbbá a gazdálkodó szervezetnek nem minősülő jogi személyek által kizárólag tagjaik, tisztségviselőik, munkavállalóik részére rendezett összejövetel is.
(5) A felhasználásra vonatkozó eltérő megállapodás hiányában a nyilvános szolgáltatásokat nyújtó könyvtárak, iskolai oktatás célját szolgáló [33. § (4) bek.] intézmények, muzeális intézmények, levéltárak, valamint kép- és hangarchívumok gyűjteményeinek részét képező művek az ilyen intézmények helyiségeiben ezzel a céllal üzembe állított számítógépes terminálok képernyőjén tudományos kutatás vagy egyéni tanulás céljára a nyilvánosság egyes tagjai számára szabadon megjeleníthetők, és ennek érdekében – külön jogszabályban meghatározott módon és feltételekkel – a nyilvánosság említett tagjaihoz szabadon közvetíthetők, ideértve a nyilvánosság számára történő hozzáférhetővé tételt is, feltéve, hogy az ilyen felhasználás jövedelemszerzés vagy jövedelemfokozás célját közvetve sem szolgálja.
39. § A nyilvános szolgáltatásokat nyújtó könyvtárak a mű egyes példányait szabadon haszonkölcsönbe adhatják. Ez a rendelkezés nem vonatkozik a szoftverre és a számítástechnikai eszközökkel működtetett adatbázisra.
40. § A szabad felhasználás körében többszörözött példányok – a könyvtárközi kölcsönzés kivételével – nem terjeszthetők a szerző engedélye nélkül.
41. § (1) A mű nem üzletszerű felhasználása a szabad felhasználás körébe tartozik, ha az kizárólag a fogyatékos személyek – fogyatékosságukkal közvetlenül összefüggő – igényeinek kielégítését szolgálja, és nem haladja meg a cél által indokolt mértéket.
(2) Bírósági, továbbá államigazgatási vagy más hatósági eljárásban a mű bizonyítás céljára, a célnak megfelelő módon és mértékben felhasználható.